# Colastes subquadratus
Colastes subquadratus är en stekelart som beskrevs av Papp 1975. Colastes subquadratus ingår i släktet Colastes och familjen bracksteklar. Inga underarter finns listade i Catalogue of Life.